# Delfí Abella i Gibert

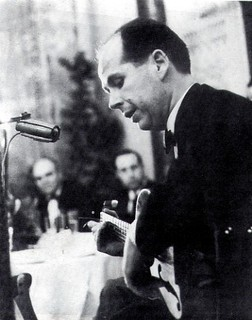
Delfí Abella i Gibert bei der Interpretation eines seiner Lieder

Delfí Abella i Gibert (* 2. Februar 1925 in Barcelona in Spanien; † 1. Februar 2007 ebenda) war ein katalanischer Psychiater und Liedermacher der Nova Cançó Catalana.

## Leben und Werk
Delfí Abella war Leiter des psychiatrischen Dienstes am Hospital de la Santa Creu i Sant Pau in Barcelona. Gleichzeitig war er Professor für Psychiatrie an der Universitat Autònoma de Barcelona. Er war Autor von Fachwerken wie L’orientació antropològica existencial de la psiquiatria („Die existentiell anthropologische Ausrichtung der Psychiatrie“, 1961 ausgezeichnet vom Institut d’Estudis Catalans), Tractat de psiquiatria (1981, „Traktat über die Psychiatrie“), Assaigs sobre temes diversos (1960, „Essays über verschiedene Themen“) sowie zahlreich populäre Artikel.
1962 kam Delfí Abella kurz nach der Gründung zu der Liedermachervereinigung Els Setze Jutges. In dem Zeitraum von 1962 bis 1965 spielte er drei Alben ein. Einige seiner Lieder, insbesondere Cap al futbol („Wir gehen zum Fußball“) und Quan érem infants („Als wir noch Kinder waren“) wurden hoch populär. 1998 veröffentlichte er 30 Lieder als Rekompilation seiner Kompositionen.